# Leuze (Namen)
Leuze is een dorp in de Belgische provincie Namen, en een deelgemeente van de Waalse gemeente Éghezée. Het was een zelfstandige gemeente tot het bij de fusie van 1977 toegevoegd werd aan de gemeente Éghezée.
Leuze is een woondorp langs de weg van Éghezée naar Namen. De landbouw wordt er nog maar in geringe mate beoefend. In de fusiegemeente is het de deelgemeente met het grootste bevolkingsaantal. Een belangrijk deel van het industrieterrein van de gemeente ligt op het grondgebied van Leuze. Leuze geniet enige bekendheid als de productielocatie van Kewlox meubelen, een modulair, schroefloos systeem van opbergmeubelen dat te koop aangeboden wordt via een netwerk van eigen winkels.

## Bezienswaardigheden
- De Sint-Martinuskerk (Église Saint-Martin) is een neoclassicistisch kerkgebouw van 1850 dat in 1908 werd gerestaureerd
- Enkele boerderijen uit de 17e en 18e eeuw.
- De Tumulus de Roissia die bij de Ferme de Roissia gelegen is, is mogelijk van Romeinse dan wel middeleeuwse oorsprong.

## Natuur en landschap
De hoogte aan de kerk bedraagt 172 meter.

## Demografische ontwikkeling
- Bronnen:NIS, Opm:1831 tot en met 1970=volkstellingen, 1976= inwoneraantal op 31 december

## Galerij

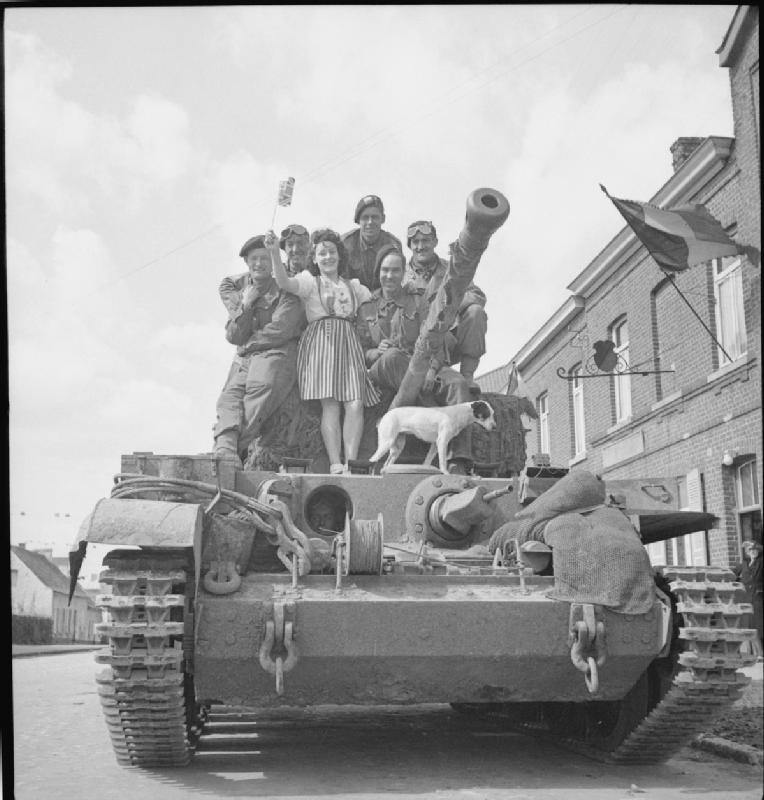
Een Britse tank op 3 september 1944 in de straten van Leuze
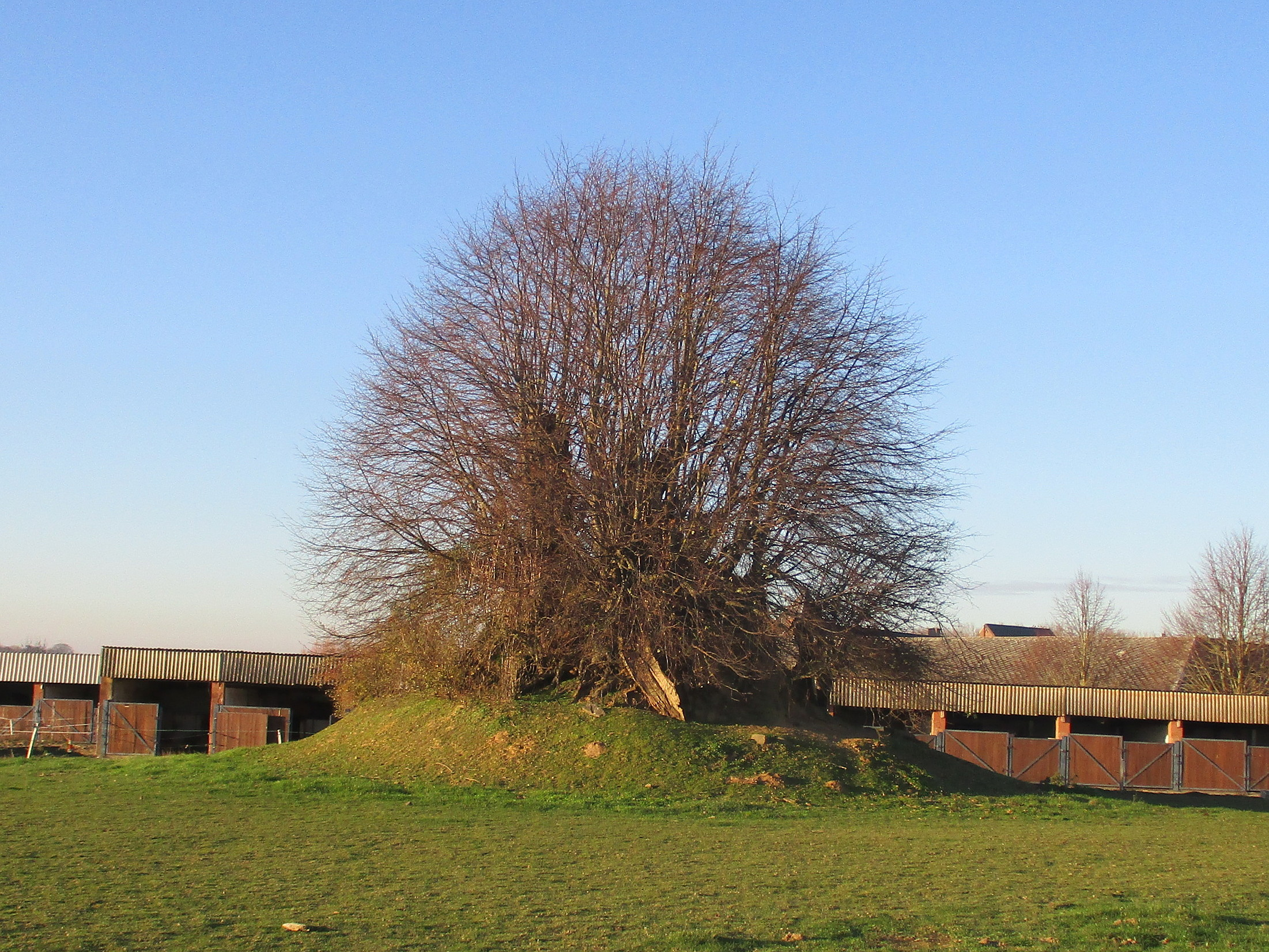
Tumulus de Roissia

## Nabijgelegen kernen
Longchamps, Dhuy, Cortil-Wodon, Tillier, Cognelée
Deelgemeenten: Aische-en-Refail · Bolinne · Boneffe · Branchon · Dhuy · Hanret · Leuze · Liernu · Longchamps · Mehaigne · Noville-sur-Mehaigne · Saint-Germain · Taviers · Upigny · Waret-la-Chaussée

Belgische gemeenten · arrondissement Namen · provincie Namen · Wallonië